# Goldene Unruh

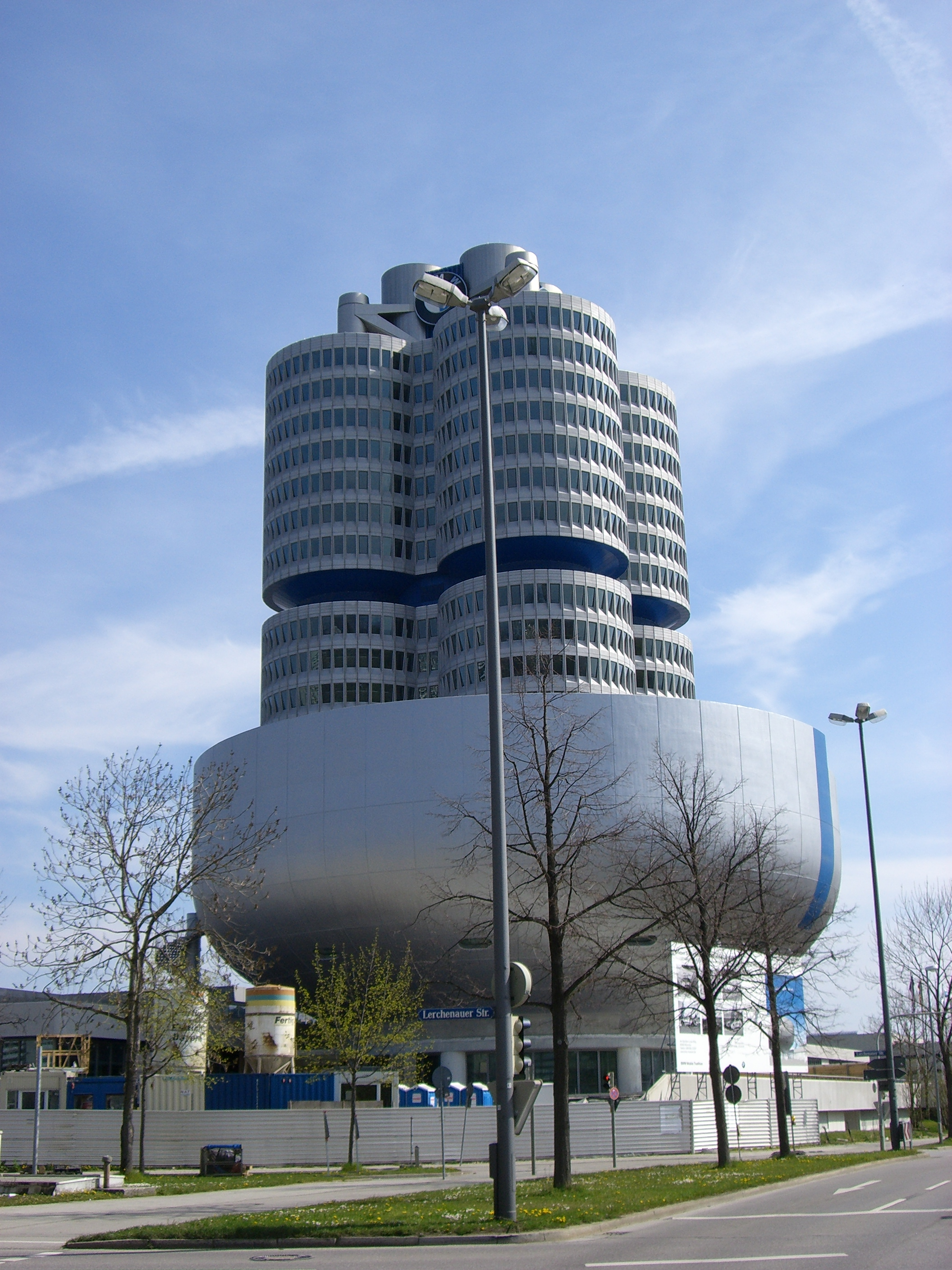
Der Veranstaltungsort der XIV. Preisverleihung 2013

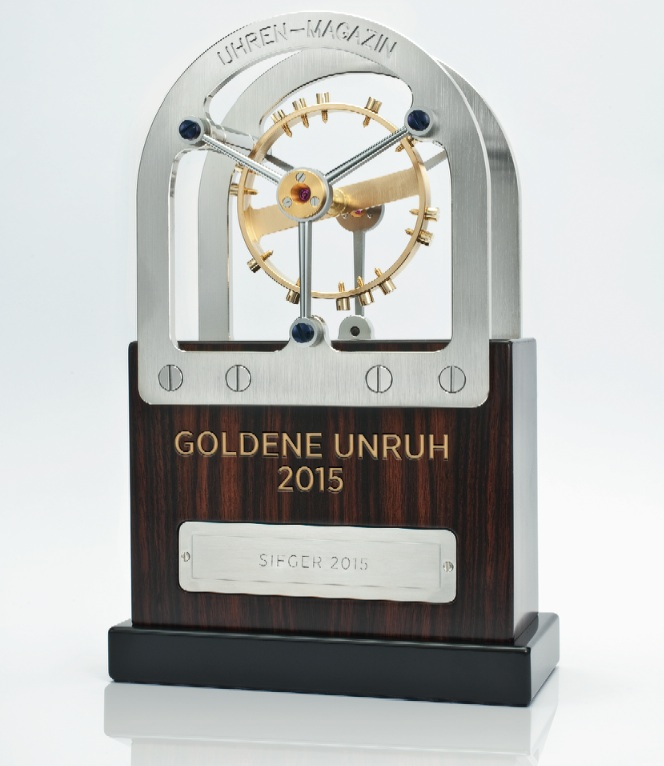
Die aktuelle Version der verliehenen Trophäe für die jeweils Erstplatzierten der fünf Preiskategorien.

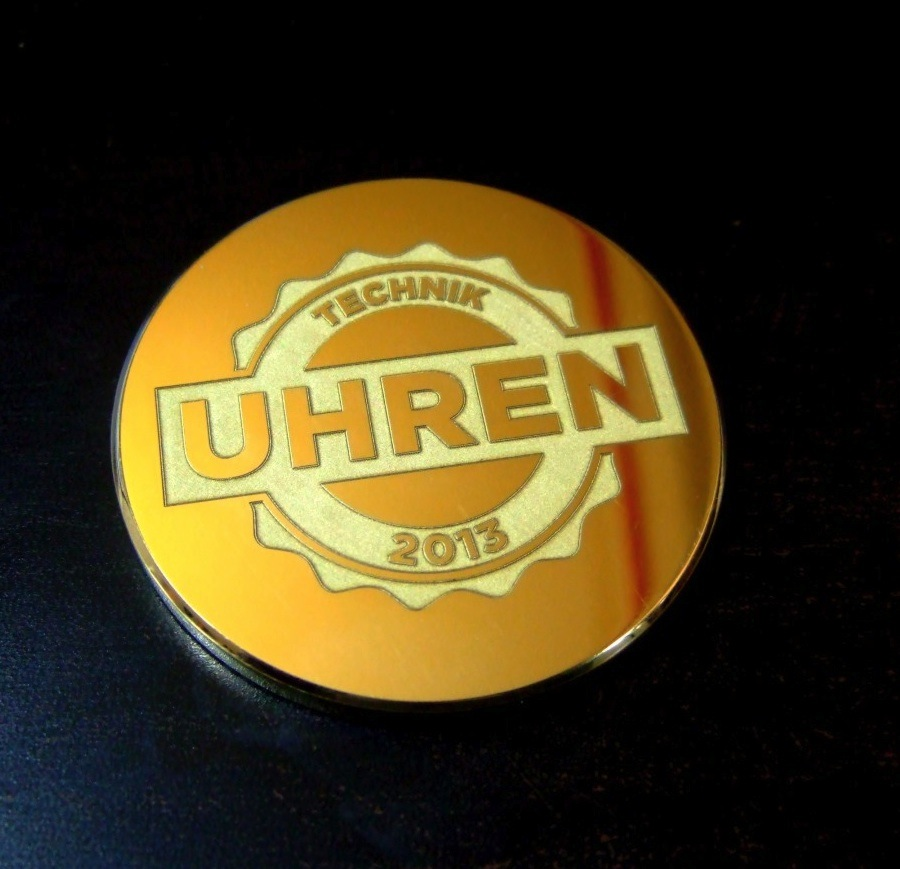
Die Goldmedaille Technik wird durch die Uhren-Magazin-Redaktion vergeben.

Die Goldene Unruh ist eine der bekanntesten deutschsprachigen Auszeichnungen für neue Uhrenmodelle und wird seit 1998 jährlich am letzten Donnerstag im Februar verliehen.

## Historie und Wahlmodus
Die Auszeichnung geht auf eine erste Leserwahl in der Zeitschrift Uhren-Magazin im Jahr 1990 zurück. Im Jahr 1998 erfolgte sie erstmals unter der Bezeichnung Goldene Unruh. Seit 2000 erfolgt die Wahl jährlich. Im Jahr 2001 wurde die Wahl um eine Online-Abstimmung in Kooperation mit Focus-online ergänzt. Seit 2005 erfolgt die Abstimmung in ergänzender Kooperation mit dem Nachrichtenmagazin Focus. Die Vorauswahl erscheint jeweils im Novemberheft des Uhren-Magazins. Aus diesen von den Uhrenherstellern nominierten Kandidaten küren die Leser per fortlaufend nummerierter Stimmkarten die beliebtesten Uhren in den fünf Preiskategorien.
Seit dem Jahr 2014 wird diese Vorauswahl parallel auch online von watchtime begleitet. Je Kategorie gelangen die besten zehn Modelle auf eine Shortlist. Unter diesen Nominierten wählen die registrierten User von Dezember bis Januar in einer Abstimmung auf Focus online die „besten Uhren der Welt“ (Slogan der Wahl). Seit 2007 verleiht die Uhren-Magazin-Redaktion zusätzlich bis zu maximal drei Technikpreise. Im Jahr 2013 erfolgt eine Modusänderung: Die Goldmedaille Technik wird einem einzigen Kandidaten für herausragende Leistungen in der Uhrenkonstruktion verliehen.
Die Medaille wie Trophäe werden eigens von der Großuhrenmanufaktur Erwin Sattler angefertigt. An der Wahl zur XX. Goldenen Unruh stimmten insgesamt 15 269 Teilnehmer über die 310 eingereichten Kandidaten ab.

## Die Verleihung und die Sieger
Bis ins Jahr 2002 fand die Verleihung im Rahmen der Fachmesse Inhorgenta in München statt. 2003 und 2004 erfolgte die Verleihung am Verlagsstandort Stuttgart. 2005 kehrte die Verleihung im Fotostudio des Burda-Verlages an den Veranstaltungsstandort München zurück. Anschließend wechselte die Verleihung im jährlichen Turnus zwischen den beiden Großräumen. 2007 wurde das gerade wiedereröffnete Mercedes-Benz Museum als Veranstaltungsort gewählt. 2008 fand die Verleihung im Museum von Audi in Ingolstadt statt. Im Jahr 2009 gab das gerade eröffnete Porsche-Museum den feierlichen Rahmen ab. Im Jahr 2010 trafen sich die geladenen Branchenvertreter in der Flugwerft des Deutschen Museums in Oberschleißheim. 2011 war die BMW Welt der Schauplatz der Preisverleihung. Abweichend vom Turnus fand die Preisverleihung 2012 in den Räumlichkeiten des Goldhauses des Münchener Goldhändlers Pro Aurum statt. Die Jubiläumsveranstaltung zur Verleihung der XV. Goldenen Unruh fand am 14. März 2014 im Münchner BMW-Museum statt. Die XVI. Goldene Unruh 2014 wählte das Rilano No.6 im Münchener Bernheimer-Haus als Standort. Die XVII. Goldene Unruh 2015 fand am 26. Februar im Kutchiin von Holger Stromberg statt. Die Verleihung nahmen der Uhren-Magazin-Chefredakteur Thomas Wanka und der Focus-Herausgeber Uli Baur gemeinsam vor. Die XVIII. Goldene Unruh wurde von Viola Weiss und den Chefredakteuren Ulrich Reitz (Focus) und Thomas Wanka (Uhren-Magazin) moderiert und fand am 25. Februar 2016 im Salon Bernheim im Münchener Bernheim-Palais statt. Die Verleihung der XIX. Goldenen Unruh führten die Chefredakteure Robert Schneider (Focus) und Thomas Wanka (Uhren-Magazin) mit Unterstützung durch die Inhorgenta München am 21. Februar 2017 in der Münchener Kunst-Location Ketterer durch. Am 15. Februar 2018 fand die Preisverleihung in der Münchener Monacensia statt.

### Die Sieger 1998
- bis 1.000 Mark: Tangente, Nomos Glashütte
- bis 2.000 Mark: Fliegerchronograph 103 TiAr, Sinn
- bis 5.000 Mark: Delphis, Chronoswiss
- bis 10.000 Mark: Reverso Duoface, Jaeger-LeCoultre
- über 10.000 Mark: Lange 1, A. Lange & Söhne

### Die Sieger 2000
- bis 1.000 Mark: Kleine Schauer, Jörg Schauer
- bis 2.000 Mark: Tangente, Nomos Glashütte
- bis 5.000 Mark: Old Navitimer, Breitling
- bis 10.000 Mark: Tora Chronograph, Chronoswiss
- über 10.000 Mark: Datograph, A. Lange & Söhne

### Die Sieger 2001
- bis 1.000 Mark: Flieger, Laco
- bis 2.000 Mark: Tangente Sport, Nomos Glashütte
- bis 5.000 Mark: Pythagore Grande Applique, Minerva
- bis 10.000 Mark: Firshire Retrograde, Paul Picot
- über 10.000 Mark: Lange 1 Tourbillon, A. Lange & Söhne

### Die Sieger 2002
- bis 500 Euro: Ocean Star Sport, Mido
- bis 1.000 Euro: Luna, DuBois 1785
- bis 2.500 Euro: Kulisse Edition 9, Jörg Schauer
- bis 5.000 Euro: Speedmaster Broad Arrow, Omega
- über 5.000 Euro: GST Perpetual Calendar, IWC

### Die Sieger 2003
- bis 500 Euro: Nettuno II, Marcello C.
- bis 1.000 Euro: Kalenderuhr, DuBois 1785
- bis 2.500 Euro: Multifort Centerchronograph, Mido
- bis 5.000 Euro: Navitimer, Breitling
- über 5.000 Euro: Lange 1 Mondphase, A. Lange & Söhne

### Die Sieger 2004
- bis 500 Euro: Max Bill by Junghans, Junghans
- bis 1.000 Euro: Luna II, DuBois 1785
- bis 2.500 Euro: Edition Antiquité, Epos
- bis 5.000 Euro: Navitimer, Breitling
- über 5.000 Euro: Portugieser Ewiger Kalender, IWC

### Die Sieger 2005
- bis 500 Euro: Antea Automatik, Stowa
- bis 1.000 Euro: Luna II, DuBois 1785
- bis 2.500 Euro: Le Chronographe 1910, DuBois 1785
- bis 5.000 Euro: Master Hometime, Jaeger-LeCoultre
- über 5.000 Euro: Double Split, A. Lange & Söhne

### Die Sieger 2006
- bis 1.000 Euro: Tangente, Nomos Glashütte
- bis 5.000 Euro: Chronomatic, Breitling
- bis 10.000 Euro: 6000 Jubiläumsuhr, Sinn
- bis 25.000 Euro: Lange 1 Zeitzone, A. Lange & Söhne
- über 25.000 Euro: Panomatic Tourbillon, Glashütte Original

### Die Sieger 2007
- bis 1.000 Euro: DS Podium Chrono, Certina
- bis 5.000 Euro: Chronoscope, Chronoswiss
- bis 10.000 Euro: Panomatic Venue, Glashütte Original
- bis 25.000 Euro: Portugieser Ewiger Kalender, IWC
- über 25.000 Euro: Tourbograph, A. Lange & Söhne
- Sonderpreis Technik: Kaliber L.U.C CF, (Chopard), Kaliber 137, (Ebel), Kaliber ML 106, (Maurice Lacroix)

### Die Sieger 2008
- bis 1.000 Euro: Pilot Chrono, Archimede
- bis 5.000 Euro: SNR 011J1, Spring Drive, Seiko
- bis 10.000 Euro: 6100 Regulateur Rotgold, Sinn
- bis 25.000 Euro: Saxonia Automatik, A. Lange & Söhne
- über 25.000 Euro: Lange 31, A. Lange & Söhne
- Sonderpreis Technik: Kaliber 89360, (IWC), Kaliber ML 128, (Maurice Lacroix), Kaliber 8500/8501, (Omega)

### Die Sieger 2009
- bis 1.000 Euro: Tangente, Nomos Glashütte
- bis 5.000 Euro: Mondphase, Wempe Chronometerwerke
- bis 10.000 Euro: Vintage Portugieser, IWC
- bis 25.000 Euro: Memovox Polaris Jaeger-LeCoultre
- über 25.000 Euro: Portofino Vintage, IWC
- Sonderpreis Technik: Kaliber CFB A1000 (Carl F. Bucherer), Constant Hemmung (Girard-Perregaux), El Primero 8800 »Zero-G« (Zenith)

### Die Sieger 2010
- bis 2.500 Euro: 900 Flieger, Sinn
- bis 5.000 Euro: Senator Zeigerdatum, Glashütte Original
- bis 10.000 Euro: 6100 Regulateur Rotgold, Sinn
- bis 25.000 Euro: La Tradition, Breguet SA
- über 25.000 Euro: Moser Perpetual 1, H. Moser & Cie. Heinrich Moser
- Sonderpreis Technik: Kaliber CH 29-535 PS (Patek Philippe)

### Die Sieger 2011
- bis 2.500 Euro: Tangomat, Nomos Glashütte
- bis 5.000 Euro: Zürich Datum, Nomos Glashütte
- bis 10.000 Euro: Senator Sixties Panoramadatum, Glashütte Original
- bis 25.000 Euro: Master Chronograph, Jaeger-LeCoultre
- über 25.000 Euro: Saxonia Jahreskalender, A. Lange & Söhne

### Die Sieger 2012
- bis 2.500 Euro: Flieger Chrono, Stowa
- bis 5.000 Euro: Zürich Weltzeit, Nomos Glashütte
- bis 10.000 Euro: Portofino Hand-Wound Eight Days, IWC
- bis 25.000 Euro: Finanzplatzuhr 6000 Platin, Sinn
- über 25.000 Euro: Portugieser Grande Complication, IWC
- Sonderpreis Technik: Referenz 5208 (Patek Philippe), Microtimer Flying 1000 Concept Chronograph (TAG Heuer)

### Die Sieger 2013
- bis 2.500 Euro: Tangomat Datum, Nomos Glashütte
- bis 5.000 Euro: Carrera Calibre 1887, TAG Heuer
- bis 10.000 Euro: Spitfire Chronograph, IWC
- bis 25.000 Euro: PanoMaticLunar, Glashütte Original
- über 25.000 Euro: Lange 1 Tourbillon Ewiger Kalender, A. Lange & Söhne
- Goldmedaille Technik: Grande Cosmopolite Tourbillon (Glashütte Original)

### Die Sieger 2014
- bis 2.500 Euro: Orion 38 grau Datum, Nomos Glashütte
- bis 5.000 Euro: Teutonia II Chronograph, Mühle-Glashütte
- bis 10.000 Euro: Master Calendar, Jaeger-LeCoultre
- bis 25.000 Euro: 1815 Auf/Ab, A. Lange & Söhne
- über 25.000 Euro: 1815 Rattrapante Ewiger Kalender, A. Lange & Söhne
- Goldmedaille Technik: Rotonde de Cartier Astrocalendaire (Cartier)

### Die Sieger 2015
- bis 2.500 Euro: Tangomat, Nomos Glashütte
- bis 5.000 Euro: Metro Datum, Nomos Glashütte
- bis 10.000 Euro: Pano Reserve, Glashütte Original
- bis 25.000 Euro: Lambda Weißgold Tiefblau, Nomos Glashütte
- über 25.000 Euro: Portugieser Ewiger Kalender, IWC
- Goldmedaille Technik: Master Co-Axial Technologie (Omega)

### Die Sieger 2016
- bis 2.500 Euro: Tangomat, Nomos Glashütte
- bis 5.000 Euro: Metro Datum Gangreserve, Nomos Glashütte
- bis 10.000 Euro: Referenz Kaliber 99.5, D. Dornblüth & Sohn
- bis 25.000 Euro: Portugieser Jahreskalender, IWC
- über 25.000 Euro: Senator Cosmopolite, Glashütte Original
- Goldmedaille Technik: Kaliber 833P Altiplano Chronograph (Piaget)

### Die Sieger 2017
- bis 2.500 Euro: Tangomat, Nomos Glashütte
- bis 5.000 Euro: Metro Datum Gangreserve, Nomos Glashütte
- bis 10.000 Euro: Slimline Moonphase Perpetual, Frédérique Constant
- bis 25.000 Euro: Speedmaster Master Chronometer, Omega
- über 25.000 Euro: Senator Chronometer, Glashütte Original
- Goldmedaille Technik: L.U.C Full Strike, Chopard

### Die Sieger 2018
- bis 2.500 Euro: Marine Blue Limited Edition Durowe 7526-4, Stowa
- bis 5.000 Euro: Metro Neomatik 39 Silvercut, Nomos Glashütte
- bis 10.000 Euro: Senator Excellence Panoramadatum, Glashütte Original
- bis 25.000 Euro: Lambda 42 Weißgold, Nomos Glashütte
- über 25.000 Euro: Tourbograph Perpetual „Pour le Mérite“, A. Lange & Söhne
- Goldmedaille Technik: Defy Lab, Zenith

### Die Sieger 2019
- bis 2.500 Euro: Flieger Verus Sport 43, Stowa
- bis 5.000 Euro: Black Bay GMT, Tudor
- bis 10.000 Euro: Portugieser Hand-Wound Eight Days Edition „150 Years“, IWC
- bis 25.000 Euro: Senator Cosmopolite, Glashütte Original
- über 25.000 Euro: Triple Split, A. Lange & Söhne
- Goldmedaille Technik: Triple Split, A. Lange & Söhne
- Jury-Preis Damenuhr: Chronograph Referenz 7150, Patek Philippe

### Die Sieger 2020
- bis 2.500 Euro: Flieger Weiß, Stowa
- bis 5.000 Euro: Tangente Sport Neomatik 42 Datum blauschwarz, Nomos Glashütte
- bis 10.000 Euro: Metro Roségold Neomatik 39, Nomos Glashütte
- bis 25.000 Euro: Panomatic Lunar, Glashütte Original
- über 25.000 Euro: Zeitwerk Date, A. Lange & Söhne
- Goldmedaille Technik: Octo Finissimo Chronograph GMT Automatic, Bulgari
- Jury-Preis Damenuhr: Patrimony Automatik, Vacheron Constantin

### Die Sieger 2021
- bis 2.500 Euro: Flieger Bronze Vintage, Stowa
- bis 5.000 Euro: Black Bay Fifty-Eight Navy Blue, Tudor
- bis 10.000 Euro: Lambda – 175 Years Watchmaking Glashütte, Nomos Glashütte
- bis 25.000 Euro: Saxonia Thin, A. Lange & Söhne
- über 25.000 Euro: Portugieser Perpetual Calendar Boutique Edition, IWC
- Goldmedaille Technik: Aquis Date Caliber 400, Oris
- Jury-Preis Damenuhr: Chronomat Automatic 36, Breitling

### Die Sieger 2022
- bis 2.500 Euro: Verus GMT Chronograph, Stowa
- bis 5.000 Euro: Fliegeruhr 103 Klassik 12, Sinn Spezialuhren
- bis 10.000 Euro: Chronomaster Sport, Zenith
- bis 25.000 Euro: Royal Oak, Audemars Piguet
- über 25.000 Euro: Lange 1 Ewiger Kalender, A. Lange & Söhne
- Goldmedaille Technik: Heritage SLGH005, Grand Seiko mit Automatikkaliber 9SA5
- Jury-Preis Damenuhr: Royal, Tudor